# انریکه گاینزاراین
انریکه گاینزاراین (اسپانیایی: Enrique Gainzarain‎؛ ۷ دسامبر ۱۹۰۴ – ۱۸ ژوئیه ۱۹۷۲) بازیکن فوتبال اهل آرژانتین بود.

## باشگاهی
از باشگاه‌هایی که در آن بازی کرده‌است می‌توان به باشگاه فوتبال جیمناسیا لاپلاتا و باشگاه فوتبال ریور پلاته اشاره کرد.

## تیم ملی
وی همچنین در آرژانتین بازی کرده‌است.